# Czarna księga komunizmu
Czarna księga komunizmu. Zbrodnie, terror, prześladowania (fr. Le Livre noir du communisme. Crimes, terreur, répression) – francuska książka historyczna z 1997, napisana przez zespół autorów związanych z Centre national de la recherche scientifique: Stéphane’a Courtois, Nicolasa Wertha, Jeana-Louisa Pannégo, Andrzeja Paczkowskiego, Karela Bartoška, Jeana-Louisa Margolina, we współpracy z: Rémim Kaufferem, Pierre’em Rigoulotem, Pascalem Fontaine’em, Yves’em Santamarią i Sylvainem Bouloque’em. Książka, wydana z okazji 80. rocznicy rewolucji październikowej, prezentuje szacunki liczbowe ofiar krajów rządzonych przez partie komunistyczne, przedstawiających się oficjalnie jako realizujące w praktyce założenia marksizmu. W ciągu trzech lat od wydania sprzedanych zostało ok. 700 tys. egzemplarzy książki w 16 językach. Jej treść stała się obiektem ostrych polemik, w tym między samymi jej autorami. W 2002 roku we Francji wydany został suplement – drugi tom „Księgi” zawierający m.in. odpowiedź autora na zarzuty wysuwane wobec pierwszego tomu. Polskie wydanie z 1999 przedmową poprzedziła Krystyna Kersten.

## Zawartość
Książka składa się z pięciu części ze wstępem i podsumowaniem autorstwa Stéphane’a Courtois:
1. Wstęp – Zbrodnie komunizmu – Stéphane Courtois
2. Część I – Państwo przeciw społeczeństwu. Przemoc, represje i terror w Związku Sowieckim – Nicolas Werth
3. Część II – Rewolucja światowa, wojna domowa i terror
  - Komintern w akcji – Stéphane Courtois, Jean-Louis Panné
  - Cień NKWD nad Hiszpanią – Stéphane Courtois, Jean-Louis Panné
  - Komunizm a terroryzm – Rémi Kauffer(inne języki)
4. Część III – Europa pod rządami komunizmu
  - Polacy pod obcą i własną przemocą – Andrzej Paczkowski
  - Europa Środkowa i Południowo-Wschodnia – Karel Bartosek(inne języki)
5. Część IV – Komunizm w Azji: Między „reedukacją” a masakrą
  - Chiny: Długi marsz w ciemności – Jean-Louis Margolin(inne języki)
  - Korea Północna. Wietnam, Laos: nasienie Smoka
    - Zbrodnie, terror i tajemnica w Korei Północnej – Pierre Rigoulot(inne języki)
    - Wietnam: bezdroża komunizmu wojennego – Jean-Louis Margolin
    - Laos: uciekająca ludność – Jean-Louis Margolin

  - Kambodża: w kraju niepojętej zbrodni – Jean-Louis Margolin
6. Część V – Trzeci Świat
  - Ameryka Łacińska doświadcza komunizmu – Pascal Fontaine(inne języki)
  - Afrokomunizmy: Etiopia, Angola, Mozambik – Yves Santamaria
  - Komunizm w Afganistanie – Sylvain Boulouque(inne języki)
7. Dlaczego? – Stéphane Courtois

Książka koncentruje się przede wszystkim na prezentacji systemów panujących w ZSRR i Chinach. Część poświęcona ZSRR opisuje funkcjonowanie systemu represji od listopada 1917 r., epoki stalinowskiej, czystki w ZSRR, deportacje ludności oraz walkę z przeciwnikami politycznymi prowadzoną od 1917. Rozdziały opisujące historię Chin koncentrują się na rewolucji kulturalnej, sytuacji w Tybecie, wielkim skoku oraz represjach przeprowadzanych przez partię.
W mniejszym stopniu w książce opisane zostały wydarzenia mające miejsce w Bloku Wschodnim; autorzy koncentrują się głównie na wielkich wystąpieniach społecznych przeciw władzy i na procesie ugruntowywania się rządów partii komunistycznych. Osobne rozdziały poświęcono również Korei Północnej, Kambodży, Kubie oraz interwencji radzieckiej w Afganistanie. Wreszcie Stéphane Courtois podejmuje próbę oszacowania liczby ofiar represji, którą określa jako „w sumie blisko 100 milionów ofiar śmiertelnych“. Ten sam autor napisał rozdział wprowadzający, w którym porównuje praktykę komunizmu do narodowego socjalizmu i wnioskuje, iż krwawe represje są wpisane w same założenia ideologii komunistycznej.

### Szacowana liczba ofiar komunizmu według autorów
We wstępie Stéphane Courtois zauważa, że „reżimy komunistyczne wykroczyły poza jednostkowe zabójstwa i lokalne lub okolicznościowe masakry i uczyniły ze zbrodni masowej prawdziwy system rządów”. Twierdzi, że śmiertelne żniwo komunizmu to 94 miliony ofiar, liczba ofiar w poszczególnych krajach miałaby wynosić:
- 65 milionów w Chinach,
- 20 milionów w ZSRR,
- 2 miliony w Kambodży,
- 2 miliony w Korei Północnej,
- 1,7 miliona w Afryce,
- 1,5 miliona w Afganistanie,
- 1 milion w Europie Wschodniej (Blok wschodni),
- 1 milion w Wietnamie
- 150 000 w Ameryce Łacińskiej (głównie na Kubie)
- 10 000 ofiar – międzynarodowy ruch komunistyczny i partie komunistyczne nie sprawujące władzy[5].

Według Courtois reżimy komunistyczne są odpowiedzialne za większą liczbę ofiar śmiertelnych niż jakiekolwiek inne idee czy ruchy polityczne, włączając w to nazizm. W przytoczone statystyki wliczone zostały ofiary egzekucji, głodu, śmierci będących rezultatem deportacji, uwięzienia czy wynikłe z przymusowej pracy.

### Sowieckie represje
Represje i głód występujące w ZSRR pod reżimami Włodzimierza Lenina oraz Józefa Stalina opisane w książce:
- egzekucje dziesiątek tysięcy zakładników i więźniów;
- masakra setek tysięcy zbuntowanych robotników i chłopów w latach 1918–1922;
- głód w 1922 roku, który spowodował śmierć 5 milionów osób;
- likwidacja i zesłanie Kozaków dońskich w 1920 roku;
- dziesiątki tysięcy zmarłych w obozach koncentracyjnych w latach 1918–1930;
- zesłanie 2 milionów kułaków (lub rzekomych kułaków) w okresie 1930-1932;
- 6 milionów Ukraińców zmarłych wskutek sprowokowanego głodu (Hołodomoru), któremu nie próbowano zaradzić, w latach 1932–1933;

- deportacja setek tysięcy Polaków, Ukraińców, Bałtów, Mołdawian i mieszkańców Besarabii w latach 1939–1941 i 1944–1945;

- deportacja Niemców nadwołżańskich w 1941 roku;
- prawie 690 tysięcy zamordowanych podczas Wielkiej czystki z lat 1937–1938;
- deportacja Tatarów krymskich w 1943 roku;
- deportacja Czeczenów w 1944 roku;
- deportacja Inguszów w 1944 roku[6].

### Porównanie komunizmu do nazizmu
Courtois uważa, że komunizm i nazizm jako systemy totalitarne różnią się od siebie w stopniu jedynie nieznacznym. Dowodzi, że reżimy komunistyczne spowodowały śmierć szacunkowo 100 milionów ludzi w porównaniu do szacunkowej liczby 25 milionów ofiar nazistów. Twierdzi, że metody eksterminacji stosowane przez Nazistowskie Niemcy zostały zapoczątkowane przez komunistów i mogły stanowić inspirację dla nazistów.
Jako przykład przytoczona została wypowiedź Rudolfa Hößa, organizatora obozu w Oświęcimiu i jego pierwszego komendanta:

Główny Urząd Bezpieczeństwa Rzeszy przekazał komendantom obszerny materiał dotyczący rosyjskich obozów koncentracyjnych. Zawarto w nim szczegółowe informacje uciekinierów odnośnie do urządzenia obozów i panujących w nich warunków. Szczególnie podkreślano, że na skutek zarządzenia wielkich robót przymusowych Rosjanie niszczyli całe narodowości”

Courtois zauważa także, że sowieckie ludobójstwa ludności zamieszkującej Kaukaz i eksterminacje dużych grup społecznych w Rosji nie różniły się znacznie od analogicznych praktyk stosowanych przez nazistów. Oba systemy – komunistyczny i nazistowski działały w przekonaniu, że „pewna część ludzkości nie ma prawa do istnienia; różnica bowiem polega jedynie na tym, że nazistowski podział rasowy i terytorialny zastępuje podział na warstwy (klasy)”; jak również:

Nie sposób tu nie dostrzec silnego kontrastu. Zwycięzcy z 1945 roku z mocy prawa uczynili zbrodnię, a zwłaszcza ludobójstwo Żydów, centralnym punktem oskarżenia, które postawili nazizmowi. (...) Tymczasem zbrodni komunistycznych nie traktuje się w ten sam sposób. Podczas gdy Himmler czy Eichmann to znane na całym świecie symbole współczesnego barbarzyństwa, nazwiska Dzierżyńskiego, Jagody czy Jeżowa ogromnej liczbie ludzi nic nie mówią. Lenin, Mao, Ho Chi Minh, a nawet Stalin cieszą się nadal zadziwiającym szacunkiem

## Kontrowersje wokół książki

### Polemika między autorami
Już po publikacji całości pracy, razem z artykułem wstępnym Courtoisa, trzech współautorów – Nicolas Werth, Jean-Louis Margolin i Karel Bartošek – zaprotestowało przeciwko wysuwanym przez niego tezom, jak i przedstawionym liczbom ofiar represji. Na łamach Le Monde przedstawili następujące zarzuty:
- Dokonanie całkowitego utożsamienia doktryny i teorii komunistycznej z praktyką krajów, w których rządziły partie powołujące się na komunizm – zbyt jednostronne przyjęcie założenia, iż masowe represje wynikały już z opracowanych przez Marksa koncepcji ekonomicznych i społecznych.
- Zestawienie ze sobą narodowego socjalizmu i komunizmu jako doktryn o równym stopniu zbrodniczości mimo ogromnych różnic w ich teoretycznych podstawach.
- Mało konkretna (podawanie w różnych miejscach książki 85, 95 lub 100 milionów) liczba ofiar, w dodatku niezgodna z sumą badań naukowców zajmujących się niezależnie od siebie ZSRR, Europą wschodnią i azjatyckimi krajami komunistycznymi, wskazującymi niemożność dokładnego ustalenia tej liczby i szacujących ją w granicach 65-93 milionów. W tekście padł nawet zarzut o obsesyjnym dążeniu Courtoisa do osiągnięcia liczby 100 milionów.

Autorzy dodawali również, że Courtois niezwykle pobieżnie potraktował problem oceny związku między założeniami teoretycznymi komunizmu a praktyką sprawowania władzy przez partie powołujące się na marksizm lub marksizm-leninizm. Podkreślając, iż nie mają zamiaru zaprzeczać istnieniu pewnych elementów niedemokratycznych w samym marksizmie, zarzucili autorowi wstępu całkowite pominięcie tego kluczowego pod wieloma względami zagadnienia i idące za tym radykalne uproszczenie wymowy całej książki. Werth, zajmujący się w książce ZSRR, zaznaczał, iż sam w toku wieloletnich badań oszacował liczbę ofiar totalitaryzmu radzieckiego na 15 milionów, nie zaś na podane przez Courtoisa 20 mln. Podobnie Margolin zarzucił Courtoisowi zawyżenie liczby ofiar w Wietnamie. Courtois odpowiedział na wszystkie powyższe kontrowersje jedynie twierdzeniem, iż wskazane wątpliwości wynikają z poglądów lewicowych reprezentowanych przez Wertha i Margolina, a nie z badawczej rzetelności. Z kolei Bartošek i Werth podkreślali prawicowe poglądy Courtoisa, niedwuznacznie wynikające z treści redagowanego przezeń periodyku historycznego Communisme.
Na skutek kontrowersji pomiędzy autorami został zmieniony tytuł książki, który pierwotnie miał brzmieć Księga zbrodni komunistycznych i nie posiadał podtytułu.

### Negatywne opinie o książce
Książka wywołała również ożywioną dyskusję między badaczami niezwiązanymi z jej powstawaniem. Zdaniem niektórych badaczy niezwykle ryzykowne (czy wręcz manipulatorskie, jak to określał Marc Ferro) jest uznanie państw tak różnych w założeniach teoretycznych i praktyce do jednej kategorii „państw komunistycznych”. Podkreślany był fakt, że używanie słowa „komunizm” jako określenia systemu państwowego ZSRR, Chin i innych opisanych przykładów było wielokrotnie kwestionowane i to przez autorów reprezentujących różne opcje polityczne, z uwagi na rozbieżności między praktyką tych państw a teorią, na którą się powoływały. Niewiele pomogło tutaj zaproponowanie przez Courtoisa definicji państwa komunistycznego jako „państwa rządzonego przez monopartię otwarcie powołującą się na marksizm-leninizm”. M.in. Maurice Nadeau uznał taką koncepcję komunizmu za ogromną manipulację ideologiczną, wskazując, iż sam marksizm nigdzie nie nawołuje do budowy państwa totalitarnego, zaś poprawne i ustalone we francuskiej tradycji historiograficznej określenia analizowanych systemów totalitarnych to odpowiednio stalinizm i maoizm.
Krytycznie o książce wypowiadały się środowiska radykalnie lewicowe i komunistyczne, zarzucając jej otwarte fałszowanie historii w doraźnych celach politycznych, sztuczne spłycanie wydarzeń oraz zestawianie ze sobą ruchów masowych o skrajnie różnej genezie i podłożu. Zdaniem tych krytyków równie nieuprawnione było formułowanie tez o logicznej kontynuacji leninizmu i stalinizmu oraz wywołaniu wojny domowej przez Lenina, a w pierwszej kolejności zrównanie komunizmu i nazizmu.
Część historyków zarzucała Courtoisowi nie tylko zawyżenie statystyk ofiar komunizmu, ale i równoległe zaniżenie liczby ofiar nazizmu, co zdaniem m.in. Jeana Beckera nie tylko nie miało historycznego znaczenia (zwłaszcza w świetle pozostałych zarzutów o zbyt swobodne traktowanie definicji komunizmu), ale i w ostatecznym rozrachunku jedynie wybielało działalność hitlerowców, czyniąc ich zbrodnie stosunkowo mało istotnymi w porównaniu z tymi wywołanymi przez partie komunistyczne. Z kolei historyk amerykański J. Arch Getty zarzucił Courtoisowi zbyt uproszczoną arytmetykę ofiar, wspólne zliczanie ofiar świadomych i planowych egzekucji z osobami, które zmarły na skutek niekompetencji władz, także lokalnych, a także problemów wywołanych przez interwencję lub wcześniejszą sytuację w opisanym kraju.
W 1998 w wydawnictwie Le Temps des Cerises ukazała się replika na Czarną księgę komunizmu, zbiór tekstów pod redakcją Gilles’a Perrault'a, Le Livre noir du capitalisme (pol. Czarna księga kapitalizmu).
Lionel Jospin i Władimir Putin – odnieśli się do zarzutów przedstawionych w „Księdze...” argumentem, że zbrodnicze działania komunistów wpisywały się w „logikę historyczną” i dlatego powinny podlegać ocenie odmiennej, niż zbrodnie narodowych socjalistów.

### Opinie pozytywne o książce
Krytykom zarzucano traktowanie zbrodni komunistycznych jako tematu tabu oraz niechęć ze zmierzenia się z konsekwencjami nieudanego eksperymentu społecznego:

Komunizm cieszy się we Francji ciągle sporą estymą, a mówienie o jego zbrodniach bywa uznawane za „politycznie niepoprawne”. Dyskusja o zbrodniach Rewolucji Francuskiej też daleka jest od zakończenia, a paryscy komunardzi „cieszą się” opinią ofiar. Dlatego tak wielkie oburzenie wśród lewicującej części elity intelektualnej Francji wywołały szacunki Courtois, że liczba ofiar komunizmu sięga 100 milionów. Katyń, deportacje narodów, głód zabijający wioski oporne wobec kolektywizacji – to pojęcia, o których tu się nie dyskutuje. Jedynie francusko-niemiecka stacja telewizyjna „Arté” nadaje czasem filmy dokumentalne poświęcone ofiarom łagrów, wyniszczeniu Kozaków, represji z użyciem szpitali psychiatrycznych... Tutaj należy upatrywać przyczyn totalnego zaskoczenia „Księgą” i braku zaufania do podawanych w niej liczb.

Komentatorzy negowali również zarzut, że zbrodnie komunistyczne były jedynie „wypaczeniami” generalnie pozytywnej ideologii:

„Czarna księga” udowadnia, że było zupełnie inaczej: terror i ludobójstwo były immanentnymi cechami systemu. Można co najwyżej mówić o różnicy skali między represjami w Chinach a zbrodniami popełnianymi przez reżim Rakosiego na Węgrzech czy Castro na Kubie. Warto przypomnieć, że do podobnych konkluzji doszedł znacznie wcześniej Leszek Kołakowski, który udowodnił – analizując nie dzieje terroru, ale marksistowskiej myśli – iż stalinizm nie był żadnym „wypaczeniem”, ale logiczną i prawdopodobnie nieuchronną kontynuacją leninizmu.

Liczne pozytywne opinie o książce zostały zaprezentowane w Stanach Zjednoczonych oraz w krajach Europy Wschodniej. New York Times, Wall Street Journal, National Review i Evening Standard wydały pozytywne recenzje książki, podkreślając jej wyjątkowość w dotychczasowej literaturze poświęconej komunizmowi i całościowe ujęcie problemu.
Wielu historyków amerykańskich podkreślało, że wiele z najostrzej krytykowanych danych liczbowych było przedstawianych już wcześniej, zaś nowe są potwierdzone przez otwieranie archiwów radzieckich. Niektórzy uważają natomiast, że liczba ofiar podana przez autora jest zaniżona.
Pozytywnie o książce wypowiadali się również Martin Malia i Anne Applebaum. Wielu publicystów wskazywało, że jest to pierwsza tak obszerna i syntetyczna praca podsumowująca skutki stulecia fascynacji ideologią komunistyczną i nie usprawiedliwiająca ich „błędami i wypaczeniami”.
Próba oszacowania ofiar ZSRR i porównanie go do narodowego socjalizmu pojawia się również w książce Timothy Snydera.

## Wydania obcojęzyczne
- w niemieckim wydaniu znalazł się dodatkowy rozdział nt. komunistycznego reżimu w NRD zatytułowany „Die Aufarbeitung des Sozialismus in der DDR”. Składają się na niego dwa podrozdziały: „Politische Verbrechen in der DDR” autorstwa Ehrharta Neubertza oraz „Vom schwierigen Umgang mit der Wahrnehmung” pióra Joachima Gaucka[22].

## Recenzje w języku polskim
- Andrzej Bąkowski, „Palestra” 2000, nr 5/6, s. 112–114.
- Gustaw Herling-Grudziński, „Wprost” 1999, nr 20, dod. s. 7.
- Jakub Karpiński, „Rzeczpospolita” 1999, nr 129, s. D1.
- Anna Kłossowska, „Tygodnik Solidarność” 1999, nr 21, s. 19.
- Adam Konderak, „Ethos” 1999, nr 4, s. 222–233.
- Paweł Machcewicz, „Polityka” 1999, nr 23, s. 74, 77.
- Stanisław Murzański, „Tygodnik Solidarność” 1999, nr 38, s. 14–18.
- Wojciech Roszkowski, „Tygodnik Powszechny” 1999, nr 30, s. 7.
- Stanisław Salmonowicz, Grzegorz Górski, „Czasy Nowożytne” 7 (1999), s. 101–123.
- Piotr Skórzyński, „Przegląd Polityczny” (1999), nr 42, s. 140–147.
- Tomasz Stryjek, „Kultura i Społeczeństwo” 1999, nr 4, s. 224–229.